# Rio del Battello-Ca' Moro
Ne doit pas être confondu avec rio Moro.

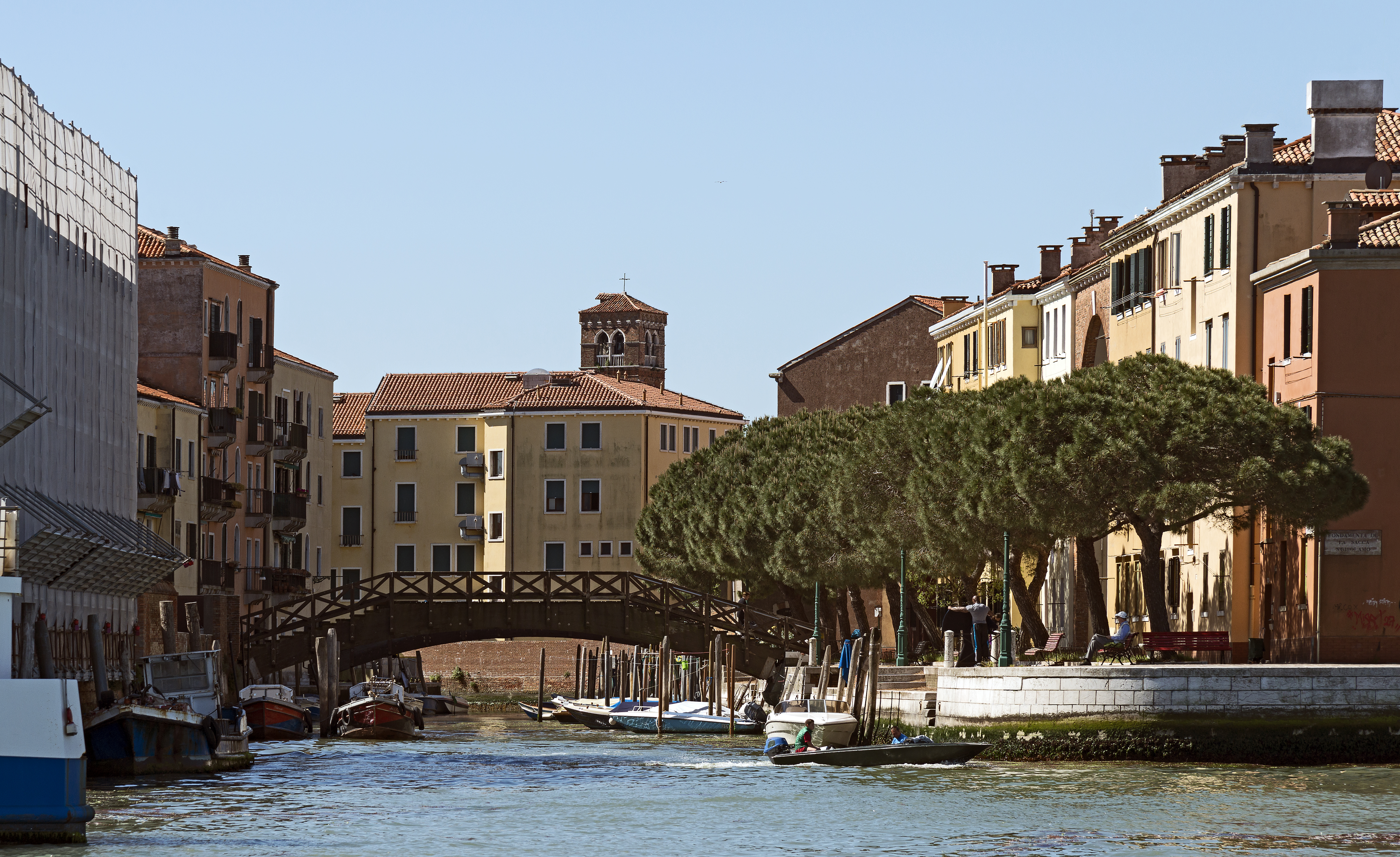
L'émergence du Rio dans la lagune

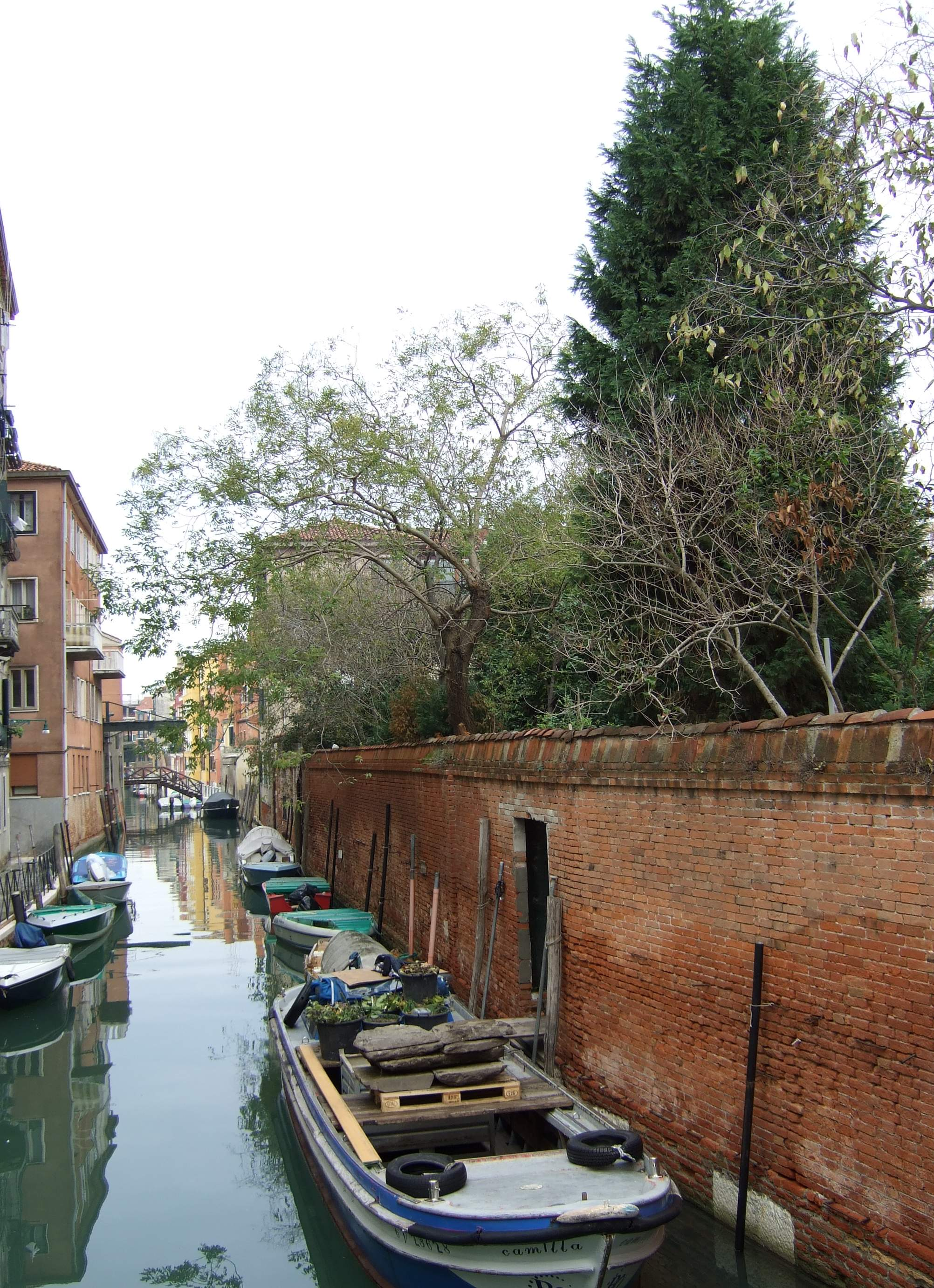
Le rio, vue vers l'ouest du pont privé au numéro 1104 C.

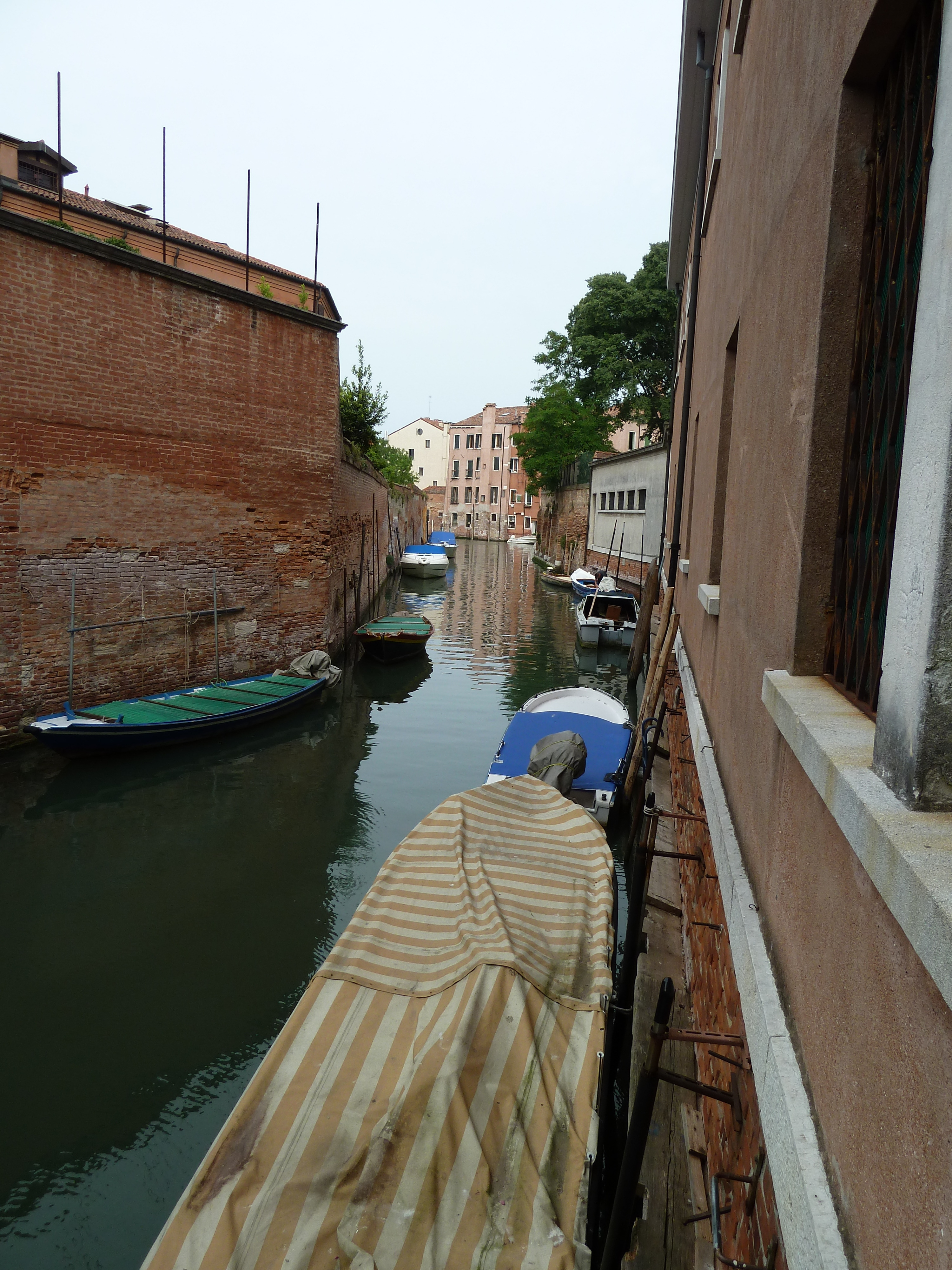
Le rio vu vers l'est du pont privé.

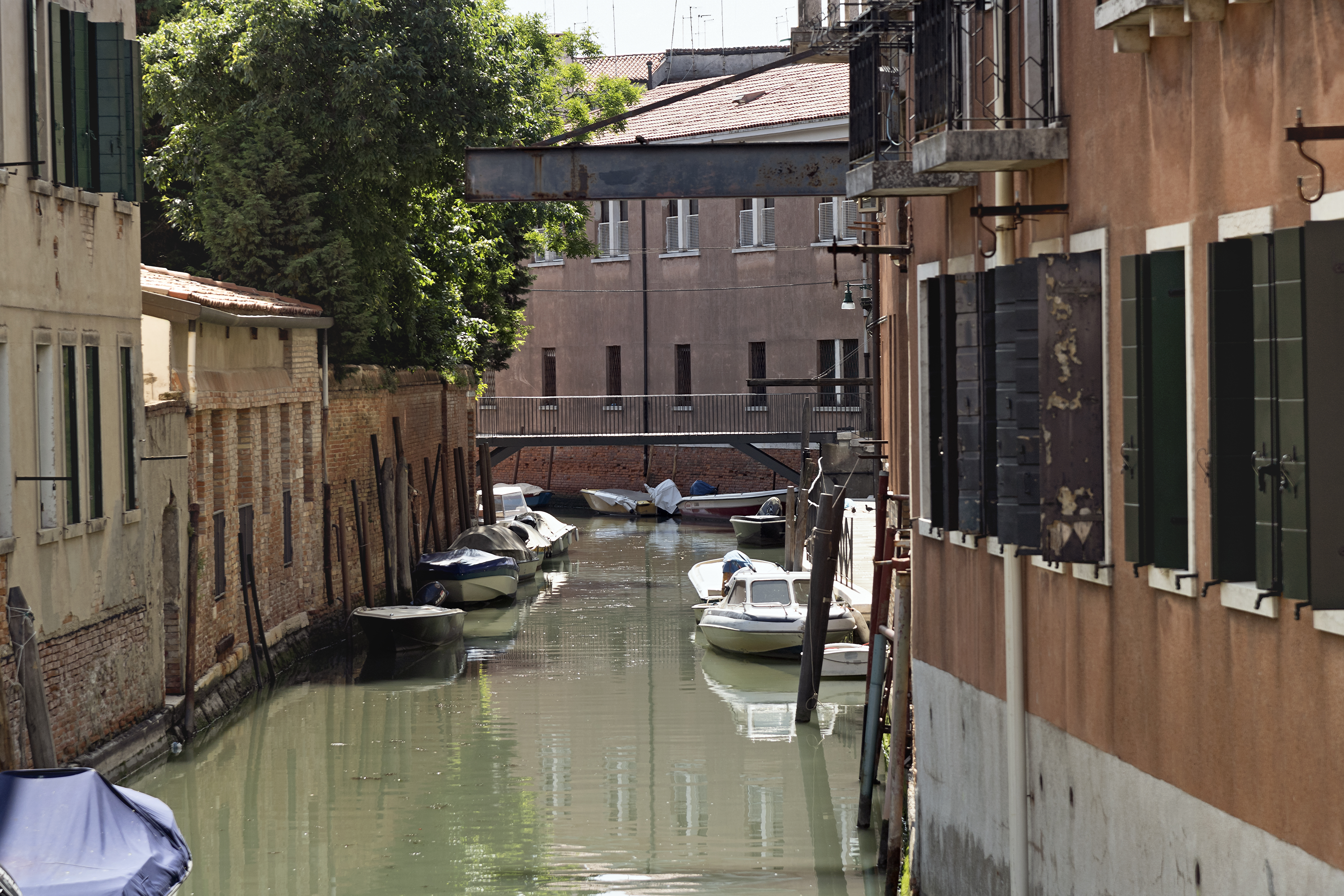
Le rio à la hauteur du ponte de le chioverete

Le rio del Battello (en vénitien del Batelo; canal du bateau), aussi appelé rio de Ca'Moro dans sa partie terminale est un canal de Venise dans le sestiere de Cannaregio en Italie. Le nom officiel est Rio del Battello-Ca' Moro.

## Toponymie

### Rio del Battelo/Ponte del Batelo
Les moines du monastère voisin de San Girolamo, supprimé et désacralisé en 1810, dont les terres longeaient ce rio, se fussent toujours opposées à la construction d'un pont; ceci causa l'institution d'un service régulier de passobarca d'où provient le nom du rio. Les droits d'exploiter, la cabine et les appontements furent vendus pour 3.757 lires en septembre 1809 à Dominique Mosca. En octobre 1886, son héritière Luigia Radi tenta sans succès d'obtenir des dommages de la municipalité pour la suppression du bac, provoquée par la construction d'un pont en bois. Ce pont fut construit pour favoriser l'accès aux nombreuses manufactures présentes dans la zone, devenue au cours XIXe siècle  un des principaux 'pôles industriels' de la ville.

### Rio de Ca'Moro/Ponte Moro
Le sénateur Leonardo Moro fit construire vers le milieu du XVIe siècle un vaste complexe de bâtiments sur le bout nord-occidental de la ville, muni de quatre maison-tours angulaires d'où le nom du ponte de le Torete. À la fin du XIXe siècle on commença à raffermir le barène en face des fondations Moro et des chiovere voisins, donnant origine à un nouveau sacco initialement utilisé comme dépôt de matériel et squero pour la réparation d'embarcations. Ce sacco fut graduellement urbanisé à partir des années 1920 pour créer le quartier résidentiel de la Baia del Re.
En vertu de ces nouvelles installations, on vint prolonger le débouché primitif du rio del Batelo en lagune dont la partie finale a été dénommée rio de Ca' Moro.

## Description
Le rio del Batelo a une longueur de plus de 525 m, auquel il faut ajouter les 80 m du rio de Ca'Moro. Il part du rio del Gheto et de San Girolamo en parallèle avec ce dernier vers le nord-ouest pour se terminer en tournant vers le nord sous le nom rio de Ca'Moro dans le canale delle Sacche dans la lagune.

### Situation
Ce canal longe la fondamenta del battello et de le Case Nove sur sa moitié ouest ;

### Ponts
Ce canal est traversé par plusieurs ponts en bois, d'ouest en est:
- le ponte Moro dans le prolongement du rio de San Girolamo, reliant le Fondamenta Moro o Carlo Coletti[1] au fondamente et corte de le Case Nove;
- le ponte Novo, reliant le fondamenta San Girolamo  au fondamente de le Case Nove;
- le ponte del Batelo, reliant le campiello Santo à la corte dei Vedei (ou Vitelli);
- le pont privé au no 1104 C et D, dit ponte de la Chioverete.

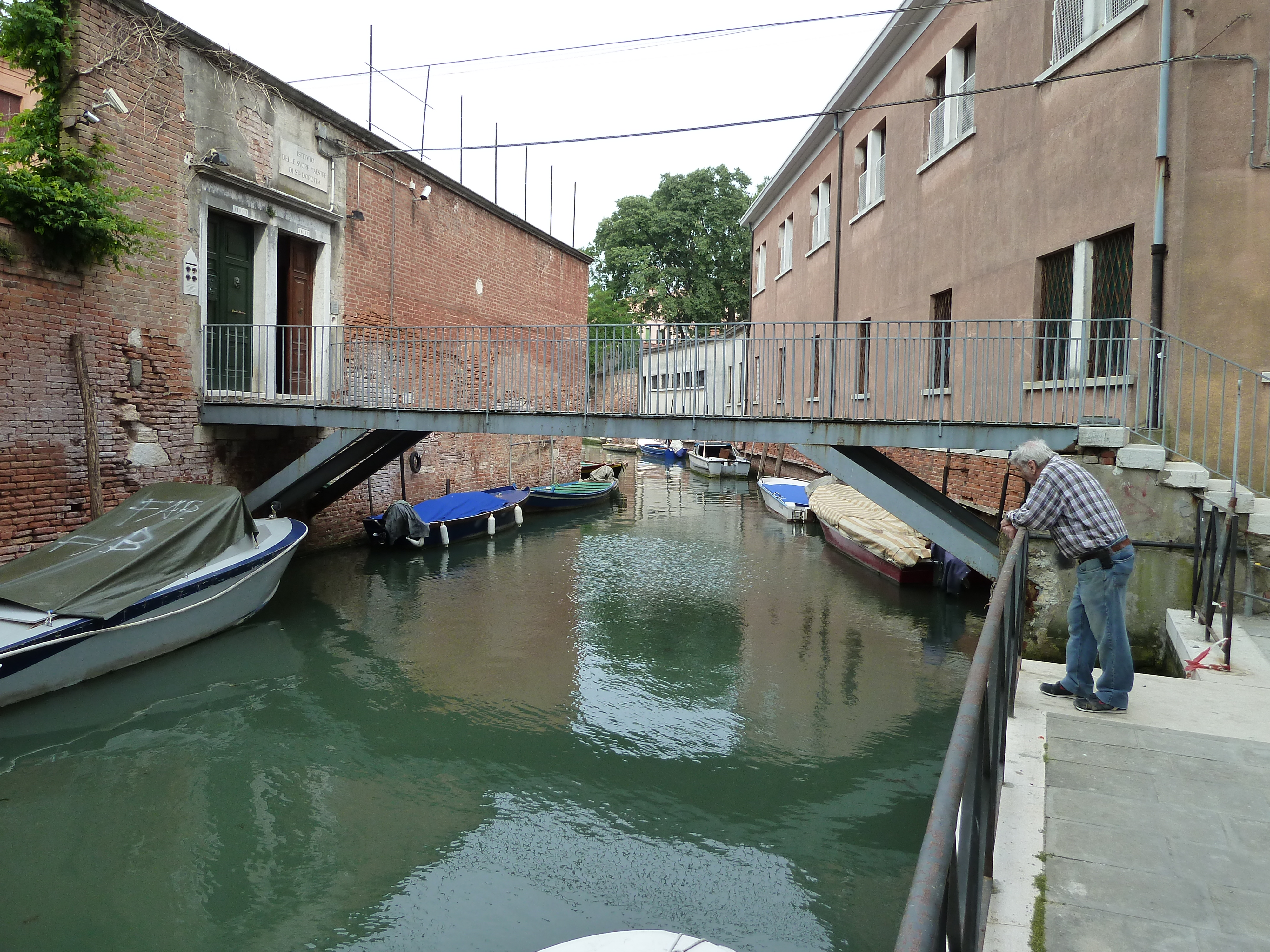
Ponte de le Chioverete
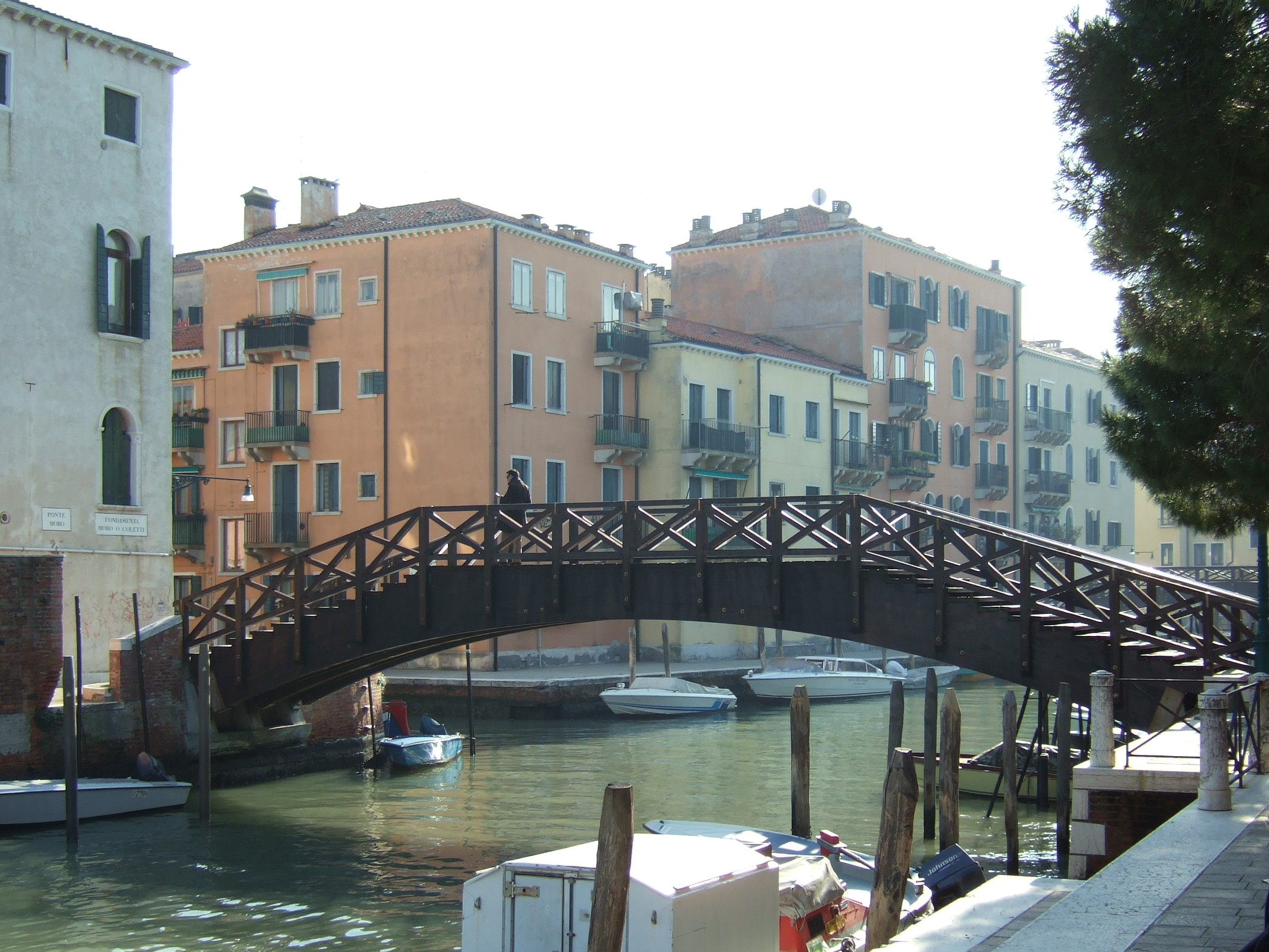
Ponte Moro
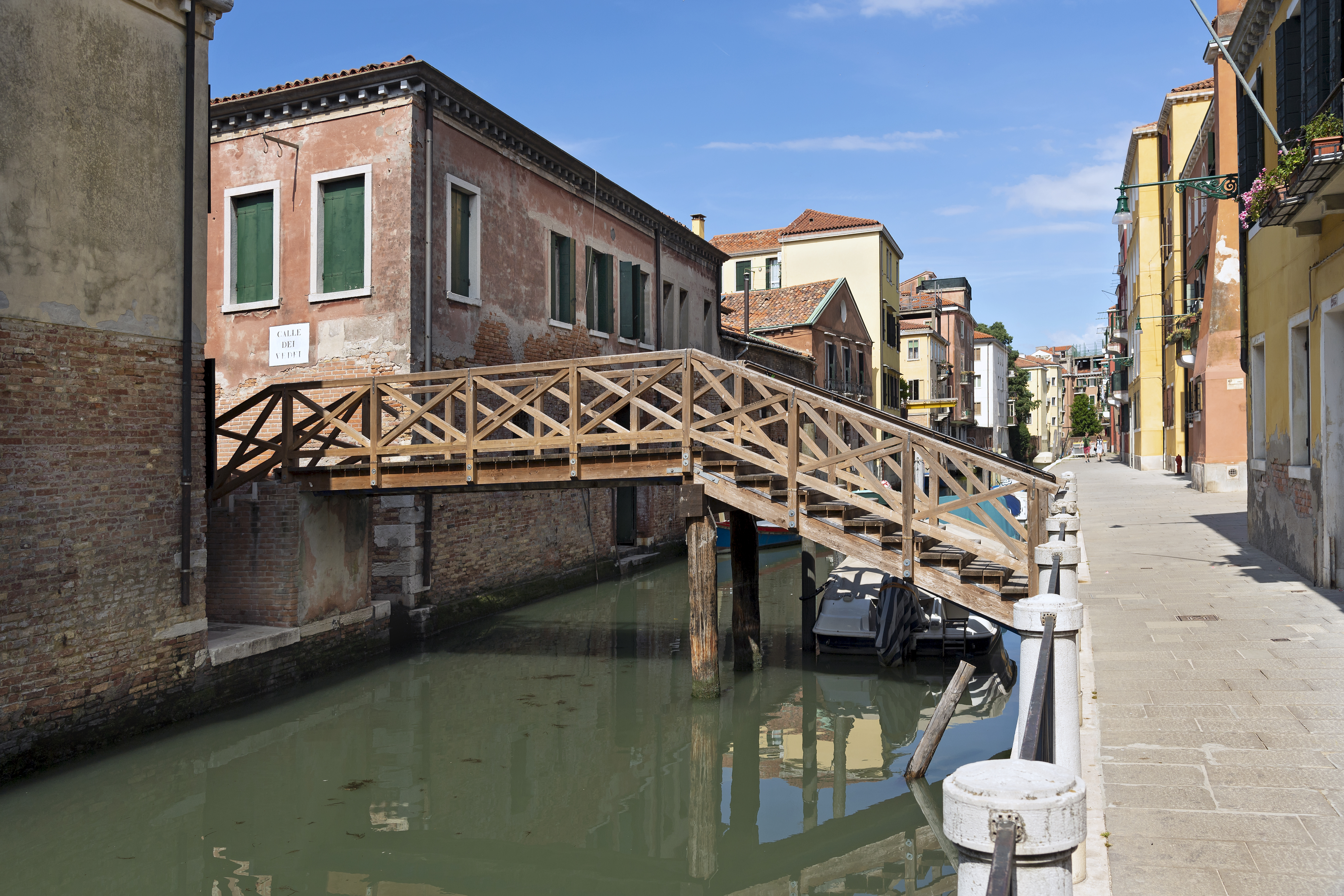
Ponte del Batelo